# Mendionde
Mendionde település Franciaországban, Pyrénées-Atlantiques megyében. Lakosainak száma 849 fő (2022. január 1.). Mendionde Ayherre, Bonloc, Hasparren, Hélette, Irissarry, Macaye és Ossès községekkel határos.

## Népesség
A település népességének változása:
| Lakosok száma | 845  | 843  | 868  | 844  | 845  | 838  | 836  | 844  | 849  |
|               | 2013 | 2015 | 2016 | 2017 | 2018 | 2019 | 2020 | 2021 | 2022 |